# کمبل سوپ
کمبل سوپ (انگلیسی: Campbell Soup؛ ‏ تلفظ: ‎/ˈkæmbəl/‎) شرکت صنایع غذایی آمریکایی است، که در سال ۱۸۶۹ تأسیس شد.